# Grevinge
Grevinge es una localidad situada en el municipio de Odsherred, en la región de Selandia (Dinamarca), con una población en 2012 de unos 652 habitantes.
Se encuentra ubicada al noroeste de la isla de Selandia, al este del fiordo de Roskilde, junto a la costa del Kattegat, mar Báltico.